# Jovdat Hajiyev
Jovdat Hajiyev (en azerí: Cövdət Hacıyev) fue un compositor y musicólogo de Azerbaiyán, el Artista del Pueblo de la RSS de Azerbaiyán (1960).

## Biografía
Jovdat Hajiyev nació el 5 de junio de 1917 en Şəki. En 1938 se graduó en la Academia de Música de Bakú. En los años 1938-1941 estudió en el Conservatorio de Moscú, pero su educación fue interrupida por la Segunda Guerra Mundial. Después de continuar su educación en 1947, estudió en la clase de Dmitri Shostakóvich.
Jovdat Hajiyev fue el rector de la Academia de Música de Bakú de 1957 a 1969. Él es compositor de ocho obras sinfónicas y una ópera patriótica. 
Jovdat Hajiyev murió el 18 de enero de 2002 y fue enterrado en Bakú, en el Callejón de Honor.
El año pasado, en 2017 fue organizado las celebraciones del 100º aniversario del compositor en Bakú, Ginebra, Austria, Alemania.

## Premios
- Orden de Stalin (1946, 1952)

- Orden de la Bandera Roja del Trabajo (1959)

- Artista del Pueblo de la RSS de Azerbaiyán (1960)

- Orden de Lenin (1986)

- Orden Shohrat